# Landesregierung Ender III
- CS: 7
- SDAPDÖ: 1
- DFP: 1

Die Landesregierung Ender III bildete die Vorarlberger Landesregierung in der XI. Gesetzgebungsperiode des Vorarlberger Landtags. Nach der Wahl der Regierung in der Landtagssitzung vom 17. Juni 1919 amtierte die Regierung bis zur Wahl der Nachfolgeregierung Ender IV.

## Wahl der Landesregierung
Bei der Wahl der Regierungsmitglieder war Otto Ender mit 28 von 30 abgegebenen Stimmen gewählt worden, wobei eine Stimme auf Ferdinand Redler entfallen und ein Stimmzettel leer geblieben war. Die Wahl der Landesräte erfolgte ebenso einstimmig wie die Wahl der Landeshauptmann-Stellvertreter. Nach dem Rücktritt von Fritz Preiß wurde Barnabas Fink am 3. Juli 1920 mit 21 von 22 abgegebenen Stimmen gewählt. Eine Stimme war auf den Landesrat Lofer entfallen.

## Regierungsmitglieder
| Amt | Name               | Partei | Ressorts |
| --- | ------------------ | ------ | -------- |
| Landeshauptmann, Landesrat                                                                              | Otto Ender         | CSP    |          |
| 1. Landeshauptmann-Stellvertreter, Landesrat                                                            | Ferdinand Redler   | CSP    |          |
| 2. Landeshauptmann-Stellvertreter, Landesrat am 3. Juli 1920 zum Landeshauptmann-Stellvertreter gewählt | Barnabas Fink      | CSP    |          |
| Landesrat bis 15. Juni 1919 auch 2. Landeshauptmannstellvertreter                                       | Fritz Preiß        | SDAP   |          |
| Landesrat                                                                                               | Franz Loser        | CSP    |          |
| Landesrat                                                                                               | Engelbert Luger    | CSP    |          |
| Landesrat                                                                                               | Franz Natter       | DFP    |          |
| Landesrat                                                                                               | Josef Kennerknecht | CSP    |          |
| Landesrat                                                                                               | Bernhard Neyer     | CSP    |          |